# Mouxy
Mouxy este o comună în departamentul Savoie din sud-estul Franței. În 2009 avea o populație de 2.032 de locuitori.

## Evoluția populației
| An        | 1975 | 1982 | 1990  | 1999  | 2006  | 2009  |
| --------- | ---- | ---- | ----- | ----- | ----- | ----- |
| Populație | 822  | 910  | 1.308 | 1.523 | 1.842 | 2.032 |